# Czarnoksiężnik z Krainy Oz (serial animowany)
Czarnoksiężnik z Krainy Oz (jap. オズの魔法使い Ozu no mahôtsukai, ang. The Wizard of Oz) – kanadyjsko-japoński serial animowany wyprodukowany przez Itoman Japan Inc. i Cinar Animation. Serial jest adaptacją powieści L. Franka Bauma o takim samym tytule.

## Treść
Pewnego dnia zerwał się wielki wicher i porwał dom, w którym mieszkała Dorotka. Wraz z nią i jej przyjacielem – psem Toto, wiatr przeniósł nieruchomość do tajemniczej krainy Oz. Dziewczynka chcę znaleźć drogę powrotną, a jedyną osobą, która może jej pomóc jest tajemniczy Czarnoksiężnik. Dorotka rusza więc w drogę, by go odnaleźć. Po drodze spotyka dziwne i niebanalne postacie, takie jak Blaszany Drwal, Strach na Wróble i Tchórzliwy Lew. Postacie te stają się jej przyjaciółmi. Dołączają do niej, każdy z nich ma inna prośbę do czarownika...

## Główne role
- Mari Okamoto – Dorotka (głos)
- Kotobuki Hizuru – Kakashi (głos)
- Masashi Amenomori – Lew (głos)
- Jōji Yanami – Drwal (głos)
- Naoki Tatsuta – Wujek Henry (głos)
- Taeko Nakanishi – Ciotka Em (głos)
- Miyoko Asō – Dobra Wróżka z Północy (głos)
- Kaori Kishi – niegodziwy czarownica z zachodu (głos)
- Kazuo Kumakura – Oz Wielki (głos)
- Seri Machika – Piękna kobieta, która przekształciła Wielką Oz (głos)
- Shohei Matsubara – Toto o Pies (głos)
- Motoyume Kiyokawa – Żołnierz (głos)
- Taeko Nakanishi – Sługa (głos)
- Toshiyuki Yamamoto – Boss małp (głos)

## Polski dubbing
Polska wersja powstawała w latach 1986–1987 na zlecenie Telewizji Polskiej.
Wersja polska: Studio Opracowań Filmów w Warszawie

Reżyser:
- Urszula Sierosławska (odc. 1–14),
- Maria Piotrowska (odc. 15–22),
- Zofia Dybowska-Aleksandrowicz (odc. 23–30)

Dialogi:
- Halina Wodiczko (odc. 1, 5, 9, 14, 19, 24–27),
- Maria Etienne (odc. 2, 6–7, 10–11, 15–18),
- Krystyna Uniechowska (odc. 3–4, 8, 12–13),
- Krystyna Skibińska-Subocz (odc. 20–21),
- Joanna Klimkiewicz (odc. 22–23, 28–30)

Dźwięk: Alina Hojnacka

Montaż:
- Halina Ryszowiecka (odc. 1–3),
- Gabriela Turant (odc. 4–6, 10–12),
- Danuta Sierant (odc. 7–9, 13–22),
- Jolanta Nowaczewska (odc. 17–18),
- Anna Łukasik (odc. 23–30)

Kierownik produkcji:
- Małgorzata Zielińska (odc. 1–10, 17–24, 29–30),
- Jan Szatkowski (odc. 11–14),
- Andrzej Oleksiak (odc. 15–16),
- Anna Szatkowska (odc. 25–28)